# Electra (Schiff, 1934)
HMS Electra (H27) war ein Zerstörer der E-Klasse der britischen Royal Navy. Im Zweiten Weltkrieg wurde das Schiff mit den Battle Honours „Atlantic 1939–40“, „Norway 1940“, „Bismarck Action 1941“ und „Arctic 1941“ ausgezeichnet.
In der Schlacht in der Javasee wurde der Zerstörer am 27. Februar 1942 durch den japanischen Leichten Kreuzer Jintsū und den Zerstörer Asagumo versenkt.

## Geschichte des Schiffes
Am 1. November 1932 wurden die acht Zerstörer und der Flottillenführer der E-Klasse bei fünf britischen Werften bestellt. Zwar entsprachen die Schiffe in ihren Abmessungen weitgehend ihren Vorgängern, verfügten aber über verbesserte und vergrößerte Aufbauten und eine verbesserte Rumpfform gegenüber den Schiffen der vier vorangegangenen Klassen. Der Auftrag für die Electra und Encounter ging an die Werft Hawthorn Leslie & Co. in Hebburn bei Newcastle upon Tyne, die schon Active und Antelope der A-Klasse sowie Blanche und Boadicea der B-Klasse fertiggestellt hatte.
Die Kiellegung der beiden Neubauten mit den Baunummern 587/588 erfolgte am 15. März 1933. Die Electra lief am 15. Februar 1934 vom Stapel, 17 Tage nach der als erstes Schiff der Klasse bei Scotts vom Stapel gelaufenen Escapade. Sie war seit 1806 das fünfte Schiff der Royal Navy, das nach der Elektra, der Tochter des Agamemnon, benannt wurde. Vor ihr hatte von 1896 bis 1920 ein „30-knotter-destroyer“ diesen Namen getragen, der als Drei-Schornsteiner seit 1913 in der C-Klasse geführt wurde. In den Dienst gestellt wurde die neue Electra am 15. September 1934; alle neun Einheiten der Klasse kamen zwischen dem 30. August und dem 29. November 1934 in Dienst.

### Einsatzgeschichte
Zusammen mit ihren Schwesterschiffen bildete die Electra die der Home Fleet zugeordnete 5. Zerstörerflottille. In dieser bislang von der Wallace geführten Flottille ersetzte die neue Klasse ab Herbst 1934 Zerstörer der V- und W-Klasse. Im September 1935 verlegte die „5th Destroyer Flotilla“ wegen der Abessinienkrise in das östliche Mittelmeer und kehrte im April 1936 in die Heimat zurück. Der Spanische Bürgerkrieg erforderte ab 1936 den Einsatz britischer Zerstörer in den spanischen Gewässern und Electra war an den sogenannten Neutralitätspatrouillen beteiligt.
1938 wurde der Zerstörer in Sheerness überholt. Im Januar 1939 kam die Electra als erster Zerstörer der E-Klasse zur Reserve. Am 2. August 1939 wurde das Schiff mit einer Reservistenbesatzung wieder aktiviert und nahm am 26. August 1939 an der Besichtigung der Reserveflotte durch den König teil. Wegen der politischen Spannungen wurde das Schiff nicht wieder außer Dienst gestellt´und der neu aufzustellende „12. Destroyer Flotilla“ in Portland zugeteilt, die bis zum Dezember 1939 mit Schiffen der E-Klasse aufgestellt wurde.

#### Erste Kriegseinsätze
Beim Athenia-Zwischenfall am 3. September 1939 rettete Electra zusammen mit anderen Schiffen die Überlebenden des vom deutschen U-Boot U 30 torpedierten Passagierdampfers. Als dienstältester Kommandant der zur Hilfe geeilten Schiffe der Navy leitete der Kommandant der Electra die Rettungsaktion, an der noch das Schwesterschiff Escort, die schwedische Yacht Southern Cross, der norwegische Frachter Knut Nelson und der amerikanische Tanker City of Flint beteiligt waren und die etwa 980 Schiffbrüchige retten konnte. Der ebenfalls an der Versenkungsstelle eingetroffene Zerstörer Fame wurde zur Sicherung der Aktion gegen weitere Angriffe eingeteilt.
Im Jahr 1940 wurde die Electra dann bei der Norwegen-Unternehmung (Unternehmen Weserübung) mehrfach zur Deckung von Schiffen der Home Fleet eingesetzt. Beim zweiten Angriff auf Narvik sollte der Zerstörer das Schlachtschiff Warspite als Minensucher sichern. Der kommandierende Admiral verzichtete auf diesen Schutz und ließ den Zerstörer am Eingang des Ofotfjord zurück, um die Angreifer vor eventuellen Verstärkungen der Deutschen zu warnen. Im Juni wurde der Zerstörer dann bei einer Kollision mit der Antelope beschädigt, als beide zur Sicherung des Flugzeugträgers Ark Royal eingeteilt waren und die Antelope ein Wendekommando des Trägers überhörte.

#### Weitere Einsätze bei der Home Fleet
Im Mai 1941 war die Electra an der Suche nach dem deutschen Schlachtschiff Bismarck beteiligt (Unternehmen Rheinübung) Sie bildete mit Anthony, Echo, Icarus, Achates und Antelope  die Zerstörersicherung des britischen Schlachtkreuzergeschwaders mit Hood und Prince of Wales. Die Zerstörer konnten den Schlachtschiffen auf dem Marsch zur Dänemarkstraße nur schwer folgen und fielen zum Teil zurück. Vor dem Gefecht der schweren Einheiten am 24. Mai wurden sie zur Verbreitung des Suchbereichs fächförmig verteilt. Erst nach dem Untergang der Hood schlossen sie wieder zur beschädigten Prince of Wales auf, die sie dann nach Island begleiteten. Sie suchten auch die Untergangsstelle der Hood ab. Dabei nahm die Electra die drei einzigen Überlebenden des versenkten Schlachtkreuzers an Bord. Bei der anschließenden Überholung wurde der Zerstörer mit Radar ausgerüstet.
Ab dem 28. September 1941 sicherte die Electra mit den Zerstörern Active und Anthony, drei Trawlern sowie den Kreuzern London und Shropshire den britischen Konvoi QP 1, der mit vierzehn Handelsschiffen bis zum 9. Oktober von Archangelsk nach Scapa Flow lief.

#### Verlegung und Einsatz im Fernen Osten
Angesichts der drohenden Kriegsgefahr im Fernen Osten wurde die Electra ab dem 25. Oktober 1941 zusammen mit dem Schlachtschiff Prince of Wales und dem Zerstörer Express um Afrika nach Singapur verlegt, wo die Schiffe am 2. Dezember ankamen. In Colombo verstärkten der Schlachtkreuzer Repulse aus dem Atlantik und die Zerstörer Encounter und Jupiter aus dem Mittelmeer den Verband.
Bei der Versenkung der Prince of Wales und des Schlachtkreuzers Repulse durch japanische Flugzeuge am 10. Dezember 1941 vor Malaya gehörte der Zerstörer zum Verband, wurde aber nicht beschädigt. Er konnte über 500 Mann der Besatzung der Repulse retten. In der Folgezeit wurde er zunächst im Konvoi-Geleitdienst im Indischen Ozean eingesetzt, dann jedoch dem ABDACOM zugeordnet.
In der Schlacht in der Javasee am 27./28. Februar 1942 war das Schiff Teil des alliierten Verbandes aus fünf Kreuzern und neun Zerstörern, der eine Landung auf Java verhindern sollte. Als die Electra während der Schlacht zusammen mit anderen Zerstörern, darunter die britischen Encounter und Jupiter, den Rückzug des beschädigten Schweren Kreuzers Exeter durch einen Torpedoangriff deckte, wurde sie vom japanischen Leichten Kreuzer Jintsū und dem Zerstörer Asagumo, den sie selbst vorher beschädigt hatte, so schwer getroffen, dass das brennende Schiff schnell sank.
Am nächsten Morgen wurden 54 Überlebende von dem amerikanischen U-Boot S-38 gerettet.

## Wrack
Das Wrack der Electra ist mittlerweile verschwunden. Es wurde höchstwahrscheinlich illegal von Wrackplünderern geborgen und als Schrott verkauft.

## Einzelnachweise

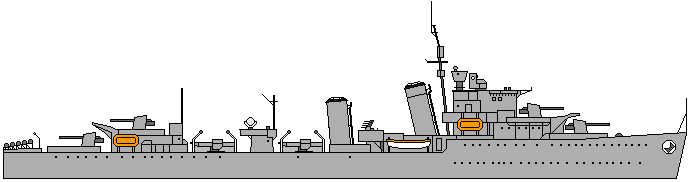
Profil der E-Klasse